# Gragnague
Gragnague település Franciaországban, Haute-Garonne megyében. Lakosainak száma 2428 fő (2022. január 1.). Gragnague Montastruc-la-Conseillère, Beaupuy, Bonrepos-Riquet, Castelmaurou, Garidech, Lavalette, Saint-Jean-Lherm és Saint-Marcel-Paulel községekkel határos.

## Népesség
A település népességének változása:
| Lakosok száma | 422  | 723  | 889  | 1554 | 1753 | 1746 | 1817 | 1974 | 2141 | 2428 |
|               | 1968 | 1982 | 1990 | 2006 | 2013 | 2015 | 2017 | 2019 | 2020 | 2022 |